# (19005) Teckman
(19005) Teckman (2000 RY64) – planetoida z pasa głównego asteroid okrążająca Słońce w ciągu 4,85 lat w średniej odległości 2,86 j.a. Odkryta 1 września 2000 roku.